# 1982 a vasúti közlekedésben
Ez a szócikk a 1982-ben történt vasúti eseményeket mutatja be.

## Események Magyarországon
- Május 21. - Elkészült a Kiskunfélegyháza–Szeged közötti 61 km hosszú vasúti pálya villamosítása, illetve a Porpác–Szombathely közötti, 13 km-es második vágány.[1]
- Szeptember 9. – 16 halálos áldoozattal járó autóbusz-baleset Székesfehérvár Szárazrét városrészében.